# Залишкова множина
У математиці, залишкова множина або множина другої категорії — підмножина в просторі Бера, подавана як перетин зліченного числа відкритих всюди щільних множин. Еквівалентно, залишкова множина — доповнення до множини першої категорії. У певному сенсі можна вважати, що залишкові множини — «великі» з топологічної точки зору.
Поняття залишків часто застосовують для характеризації типовості в нескінченновимірних просторах, не забезпечених будь-якою природною мірою. Зокрема, багато тверджень у теорії динамічних систем формулюються для відображень, що належать залишковій (у відповідній топології) множині: саме такий результат приносить виконання зліченного числа послідовних малих збурень.

## Приклади
Множина ліувіллевих чисел залишкова, і, тим самим, її елементи «типові» з топологічної точки зору (хоча й нетипові з точки зору теорії міри — ліувіллеві числа мають міру нуль).